# Национален музей на Бахрейн
Националният музей на Бахрейн (на арабски: متحف البحرين الوطني) е най-големият и най-стар обществен музей в Бахрейн. Намира се в Манама, в непосредствена близост до Националния театър на Бахрейн. Открит на 15 декември 1988 г. от емира на Бахрейн Иса бин Салман Ал Халифа, музейният комплекс на стойност 30 милиона щатски долара обхваща 27 800 кв. м и е най-популярната туристическа атракция в страната. Смята се, че това е първият модерен музей в региона.

## История
През 1957 г. в училището за момчета Hidaya в Мухарак се състои първата изложба на археологически артефакти в Бахрейн  в сътрудничество с датската археологическа експедиция, изпратена до крепостта Калат ал Бахрейн. Временната изложба продължава няколко дни, но предизвиква значителен интерес към археологията от бахрейнската общност. През 1967 г. е подписано културно споразумение между ЮНЕСКО и правителството на Бахрейн, което проправя пътя за изграждането на национален музей. Национален музей е открит за първи път в сградата на правителството в Манама на 4 март 1970 г. от ръководителя на държавния съвет по това време Халифа бин Салман Ал Халифа.
Модерният музей е проектиран от датските архитекти Крон и Хартвиг Расмусен и официално е открит през декември 1988 г. Построен е на изкуствен полуостров с изглед към съседния остров Мухарак. Музеят се състои от две сгради, обхващащи площ от 20 000 квадратни метра. Съдържа шест постоянни експозиции, образователна зала, магазин за сувенири и кафене, в допълнение към административни офиси, лаборатории и складове за консервация на фондовете и паркинг. През 2013 г. музеят отбелязва своята 25-та годишнина като обновява Залата на гробовете на Дилмун и домакинства международна конференция за развитието на музея.

## Галерия
- Реставриран Буик от 1932 г., даден на Иса бин Салман Ал Халифа от американското правителство. Дарена на музея през 1992 г.
- Екстериорът на музея
- Асирийски глинен ковчег, датиращ от VI век пр.н.е.
- Ранна надгробна могила, първоначално открита в град Хамад, впоследствие преместена в музея.
- Маслени лампи в изложбата
- Печати от ранния период на Дилмун (2000-1800 г. пр.н.е.).
- Гръцки надгробни плочи от Тилоската епоха.